# Юнацький чемпіонат Європи з футболу (U-19)
Чемпіонат Європи з футболу серед юнаків до 19 років — міжнародне футбольне змагання європейських національних команд країн, що входять до УЄФА. Проводиться з 1948 року, спочатку під назвою юніорський турнір ФІФА, потім, 1955 року організацією першості стала займатися УЄФА. З 1980 року він називався чемпіонат Європи серед 18-річних, і з 2001 року, коли вікову планку змінили отримав сучасну назву. З самого початку турнір був щорічним, за винятком періоду з 1984 по 1992 роки, коли його проводили раз на два роки.
З плином часу формат турніру змінювався, зараз він складається з двох стадій: кваліфікації та фінальної частини, в якій беруть участь вісім команд.

## Переможці та призери

### Юніорський турнір ФІФА
| Рік  | Місце проведення | Фінал     | Фінал                | Фінал      | Матч за 3-є місце | Матч за 3-є місце | Матч за 3-є місце |
| Рік  | Місце проведення | Чемпіон   | Рахунок              | Фіналіст   | 3-є місце         | Рахунок           | 4-е місце         |
| ---- | ---------------- | --------- | -------------------- | ---------- | ----------------- | ----------------- | ----------------- |
| 1948 | Англія           | Англія    | 3:2                  | Нідерланди | Бельгія           | 3:1               | Італія            |
| 1949 | Нідерланди       | Франція   | 4:1                  | Нідерланди | Бельгія           | 5:0               | Північна Ірландія |
| 1950 | Австрія          | Австрія   | 3:2                  | Франція    | Нідерланди        | 6:0               | Люксембург        |
| 1951 | Франція          | Югославія | 3:2                  | Австрія    | Бельгія           | 1:0               | Північна Ірландія |
| 1952 | Іспанія          | Іспанія   | 0:0 (різниця м'ячів) | Бельгія    | Австрія           | 5:5 (жереб)       | Англія            |
| 1953 | Бельгія          | Угорщина  | 2:0                  | Югославія  | Туреччина         | 3:2               | Іспанія           |
| 1954 | Німеччина        | Іспанія   | 2:2                  | Німеччина  | Аргентина         | 1:0               | Туреччина         |

### Юніорський турнір УЄФА
| Рік  | Місце проведення                     | Фінал           | Фінал             | Фінал             | Матч за 3-є місце | Матч за 3-є місце | Матч за 3-є місце |                 |
| Рік  | Місце проведення                     | Чемпіон         | Рахунок           | Фіналіст          | 3-є місце         | Рахунок           | 4-е місце         |                 |
| ---- | ------------------------------------ | --------------- | ----------------- | ----------------- | ----------------- | ----------------- | ----------------- | --------------- |
| 1955 | Італія                               | Переможця немає | Переможця немає   | Переможця немає   | Переможця немає   | Переможця немає   | Переможця немає   | Переможця немає |
| 1956 | Угорщина                             | Переможця немає | Переможця немає   | Переможця немає   | Переможця немає   | Переможця немає   | Переможця немає   | Переможця немає |
| 1957 | Іспанія                              | Австрія         | 3:2               | Іспанія           | Франція           | 0:0               | Італія            |                 |
| 1958 | Бельгія Франція Німеччина Люксембург | Італія          | 1:0               | Англія            | Франція           | 3:0               | Румунія           |                 |
| 1959 | Болгарія                             | Болгарія        | 1:0               | Італія            | Угорщина          | 6:1               | НДР               |                 |
| 1960 | Австрія                              | Угорщина        | 2:1               | Румунія           | Португалія        | 2:1               | Австрія           |                 |
| 1961 | Португалія                           | Португалія      | 4:0               | Польща            | Німеччина         | 2:1               | Іспанія           |                 |
| 1962 | Румунія                              | Румунія         | 4:1               | Югославія         | Чехословаччина    | 1:1 (жереб)       | Туреччина         |                 |
| 1963 | Англія                               | Англія          | 4:0               | Північна Ірландія | Шотландія         | 4:2               | Болгарія          |                 |
| 1964 | Нідерланди                           | Англія          | 4:0               | Іспанія           | Португалія        | 3:2 (д. ч.)       | Шотландія         |                 |
| 1965 | Німеччина                            | НДР             | 3:2               | Англія            | Чехословаччина    | 4:1               | Італія            |                 |
| 1966 | Югославія                            | СРСР            | 0:0               | Італія            | Югославія         | 2:0               | Іспанія           |                 |
| 1967 | Туреччина                            | СРСР            | 1:0               | Англія            | Туреччина         | 1:1 (жереб)       | Франція           |                 |
| 1968 | Франція                              | Чехословаччина  | 2:1               | Франція           | Португалія        | 4:2               | Болгарія          |                 |
| 1969 | Німеччина                            | Болгарія        | 1:1               | НДР               | СРСР              | 1:0               | Шотландія         |                 |
| 1970 | Шотландія                            | НДР             | 1:1               | Нідерланди        | Шотландія         | 2:0               | Франція           |                 |
| 1971 | Чехословаччина                       | Англія          | 3:0               | Португалія        | НДР               | 1:1 (5-3 пен.)    | СРСР              |                 |
| 1972 | Іспанія                              | Англія          | 2:0               | Німеччина         | Польща            | 0:0 (6-5 пен.)    | Іспанія           |                 |
| 1973 | Італія                               | Англія          | 3:2 (д. ч.)       | НДР               | Італія            | 1:0               | Болгарія          |                 |
| 1974 | Швеція                               | Болгарія        | 1:0               | Югославія         | Шотландія         | 1:0               | Греція            |                 |
| 1975 | Швейцарія                            | Англія          | 1:0 (золотий гол) | Фінляндія         | Угорщина          | 2:2 (по пен.)     | Туреччина         |                 |
| 1976 | Угорщина                             | СРСР            | 1:0               | Угорщина          | Іспанія           | 3:0               | Франція           |                 |
| 1977 | Бельгія                              | Бельгія         | 2:1               | Болгарія          | СРСР              | 7:2               | Німеччина         |                 |
| 1978 | Польща                               | СРСР            | 3:0               | Югославія         | Польща            | 3:1               | Шотландія         |                 |
| 1979 | Австрія                              | Югославія       | 1:0               | Болгарія          | Англія            | 0:0 (4-3 пен.)    | Франція           |                 |
| 1980 | Німеччина                            | Англія          | 2:1               | Польща            | Італія            | 3:0               | Нідерланди        |                 |

### Чемпіонат Європи (серед 18-річних)
| Рік  | Місце проведення   | Фінал      | Фінал             | Фінал          | Матч за 3-є місце | Матч за 3-є місце | Матч за 3-є місце |
| Рік  | Місце проведення   | Чемпіон    | Рахунок           | Фіналіст       | 3-є місце         | Рахунок           | 4-е місце         |
| ---- | ------------------ | ---------- | ----------------- | -------------- | ----------------- | ----------------- | ----------------- |
| 1981 | Німеччина          | Німеччина  | 1:0               | Польща         | Франція           | 1:1 (2-0 пен.)    | Іспанія           |
| 1982 | Фінляндія          | Шотландія  | 3:1               | Чехословаччина | СРСР              | 3:1               | Польща            |
| 1983 | Англія             | Франція    | 1:0               | Чехословаччина | Англія            | 1:1 (4-2 пен.)    | Італія            |
| 1984 | СРСР               | Угорщина   | 0:0 (3-2 пен.)    | СРСР           | Польща            | 2:1               | Ірландія          |
| 1986 | Югославія          | НДР        | 3:1               | Іспанія        | Німеччина         | 1:0               | Шотландія         |
| 1988 | Чехословаччина     | СРСР       | 3:1 (д. ч.)       | Португалія     | НДР               | 2:0               | Іспанія           |
| 1990 | Угорщина           | СРСР       | 0:0 (4-2 пен.)    | Португалія     | Іспанія           | 1:0               | Англія            |
| 1992 | Німеччина          | Туреччина  | 2:1 (золотий гол) | Португалія     | Норвегія          | 1:1 (8-7 пен.)    | Англія            |
| 1993 | Англія             | Англія     | 1:0               | Туреччина      | Іспанія           | 2:1               | Португалія        |
| 1994 | Іспанія            | Португалія | 1:1 (4-1 пен.)    | Німеччина      | Іспанія           | 5:2               | Нідерланди        |
| 1995 | Греція             | Іспанія    | 4:1               | Італія         | Греція            | 5:0               | Нідерланди        |
| 1996 | Франція Люксембург | Франція    | 1:0               | Іспанія        | Англія            | 3:2 (д. ч.)       | Бельгія           |
| 1997 | Ісландія           | Франція    | 1:0 (золотий гол) | Португалія     | Іспанія           | 2:1               | Ірландія          |
| 1998 | Кіпр               | Ірландія   | 1:1 (5-4 пен.)    | Німеччина      | Португалія        | 0:0 (4-3 пен.)    | Хорватія          |
| 1999 | Швеція             | Португалія | 1:0               | Італія         | Ірландія          | 1:0               | Греція            |
| 2000 | Німеччина          | Франція    | 1:0               | Україна        | Німеччина         | 3:1               | Чехія             |
| 2001 | Фінляндія          | Польща     | 3:1               | Чехія          | Іспанія           | 6:2               | Югославія         |

### Чемпіонат Європи (серед 19-річних)
| Рік  | Місце проведення  | Фінал                             | Фінал                             | Фінал                             | Матч за 3-є місце                 | Матч за 3-є місце                 | Матч за 3-є місце                 |
| Рік  | Місце проведення  | Чемпіон                           | Рахунок                           | Фіналіст                          | 3-є місце                         | Рахунок                           | 4-е місце                         |
| ---- | ----------------- | --------------------------------- | --------------------------------- | --------------------------------- | --------------------------------- | --------------------------------- | --------------------------------- |
| 2002 | Норвегія          | Іспанія                           | 1:0                               | Німеччина                         | Словаччина                        | 2:1                               | Ірландія                          |
| 2003 | Ліхтенштейн       | Італія                            | 3:1                               | Португалія                        | Австрія та Чехія                  | Австрія та Чехія                  | Австрія та Чехія                  |
| 2004 | Швейцарія         | Іспанія                           | 1:0                               | Туреччина                         | Україна та Швейцарія              | Україна та Швейцарія              | Україна та Швейцарія              |
| 2005 | Північна Ірландія | Франція                           | 3:1                               | Англія                            | Німеччина та Сербія і Чорногорія  | Німеччина та Сербія і Чорногорія  | Німеччина та Сербія і Чорногорія  |
| 2006 | Польща            | Іспанія                           | 2:1                               | Шотландія                         | Австрія та Чехія                  | Австрія та Чехія                  | Австрія та Чехія                  |
| 2007 | Австрія           | Іспанія                           | 1:0                               | Греція                            | Німеччина та Франція              | Німеччина та Франція              | Німеччина та Франція              |
| 2008 | Чехія             | Німеччина                         | 3:1                               | Італія                            | Угорщина та Чехія                 | Угорщина та Чехія                 | Угорщина та Чехія                 |
| 2009 | Україна           | Україна                           | 2:0                               | Англія                            | Сербія та Франція                 | Сербія та Франція                 | Сербія та Франція                 |
| 2010 | Франція           | Франція                           | 2:1                               | Іспанія                           | Англія та Хорватія                | Англія та Хорватія                | Англія та Хорватія                |
| 2011 | Румунія           | Іспанія                           | 3:2                               | Чехія                             | Сербія та Ірландія                | Сербія та Ірландія                | Сербія та Ірландія                |
| 2012 | Естонія           | Іспанія                           | 1:0                               | Греція                            | Англія та Франція                 | Англія та Франція                 | Англія та Франція                 |
| 2013 | Литва             | Сербія                            | 1:0                               | Франція                           | Португалія та Іспанія             | Португалія та Іспанія             | Португалія та Іспанія             |
| 2014 | Угорщина          | Німеччина                         | 1:0                               | Португалія                        | Австрія та Сербія                 | Австрія та Сербія                 | Австрія та Сербія                 |
| 2015 | Греція            | Іспанія                           | 1:0                               | Росія                             | Франція та Греція                 | Франція та Греція                 | Франція та Греція                 |
| 2016 | Німеччина         | Франція                           | 4:0                               | Італія                            | Португалія та Англія              | Португалія та Англія              | Португалія та Англія              |
| 2017 | Грузія            | Англія                            | 2:1                               | Португалія                        | Нідерланди та Чехія               | Нідерланди та Чехія               | Нідерланди та Чехія               |
| 2018 | Фінляндія         | Португалія                        | 4:3 (дч)                          | Італія                            | Україна та Франція                | Україна та Франція                | Україна та Франція                |
| 2019 | Вірменія          | Іспанія                           | 2:0                               | Португалія                        | Ірландія та Франція               | Ірландія та Франція               | Ірландія та Франція               |
| 2020 | Північна Ірландія | Скасовано через пандемію COVID-19 | Скасовано через пандемію COVID-19 | Скасовано через пандемію COVID-19 | Скасовано через пандемію COVID-19 | Скасовано через пандемію COVID-19 | Скасовано через пандемію COVID-19 |
| 2021 | Румунія           | Скасовано через пандемію COVID-19 | Скасовано через пандемію COVID-19 | Скасовано через пандемію COVID-19 | Скасовано через пандемію COVID-19 | Скасовано через пандемію COVID-19 | Скасовано через пандемію COVID-19 |
| 2022 | Словаччина        | Англія                            | 3:1                               | Ізраїль                           | Франція та Італія                 | Франція та Італія                 | Франція та Італія                 |
| 2023 | Мальта            | Італія                            | 1:0                               | Португалія                        | Іспанія та Норвегія               | Іспанія та Норвегія               | Іспанія та Норвегія               |
| 2024 | Північна Ірландія | Іспанія                           | 2:0                               | Франція                           | Італія та Україна                 | Італія та Україна                 | Італія та Україна                 |
| 2025 | Румунія           | Нідерланди                        | 1:0                               | Іспанія                           | Румунія та Німеччина              | Румунія та Німеччина              | Румунія та Німеччина              |
| 2026 | Уельс             |                                   |                                   |                                   |                                   |                                   |                                   |
| 2027 | Ізраїль           |                                   |                                   |                                   |                                   |                                   |                                   |

## Переможці
| Юнацький чемпіонат Європи з футболу |                                                                             |                                                                 |
| Збірна                              | Чемпіон                                                                     | 2 місце                                                         |
| Іспанія                             | 12 (1952, 1954, 1995, 2002, 2004, 2006, 2007, 2011, 2012, 2015, 2019, 2024) | 5 (1957, 1964, 1996, 2010, 2025)                                |
| Англія                              | 11 (1948, 1963, 1964, 1971, 1972, 1973, 1975, 1980, 1993, 2017, 2022)       | 5 (1958, 1965, 1967, 2005, 2009)                                |
| Франція                             | 8 (1949, 1983, 1996, 1997, 2000, 2005, 2010, 2016)                          | 4 (1950, 1968, 2013, 2024)                                      |
| СРСР                                | 6 (1966, 1967, 1976, 1978, 1988, 1990)                                      | 1 (1984)                                                        |
| Португалія                          | 4 (1961, 1994, 1999, 2018)                                                  | 10 (1971, 1988, 1990, 1992, 1997, 2003, 2014, 2017, 2019, 2023) |
| Італія                              | 4 (1958, 1966, 2003, 2023)                                                  | 7 (1959, 1986, 1995, 1999, 2008, 2016, 2018)                    |
| Німеччина                           | 3 (1981, 2008, 2014)                                                        | 5 (1954, 1972, 1994, 1998, 2002)                                |
| Сербія 1                            | 3 (1951, 1979, 2013)                                                        | 4 (1953, 1962, 1974, 1978)                                      |
| Болгарія                            | 3 (1959, 1969, 1974)                                                        | 2 (1977, 1979)                                                  |
| НДР                                 | 3 (1965, 1970, 1986)                                                        | 2 (1969, 1973)                                                  |
| Угорщина                            | 3 (1953, 1960, 1984)                                                        | 1 (1976)                                                        |
| Австрія                             | 2 (1950, 1957)                                                              | 1 (1951)                                                        |
| Польща                              | 1 (2001)                                                                    | 3 (1961, 1980, 1981)                                            |
| Нідерланди                          | 1 (2025)                                                                    | 3 (1948, 1949, 1970)                                            |
| Чехословаччина                      | 1 (1968)                                                                    | 2 (1982, 1983)                                                  |
| Туреччина                           | 1 (1992)                                                                    | 2 (1993, 2004)                                                  |
| Бельгія                             | 1 (1977)                                                                    | 1 (1952)                                                        |
| Румунія                             | 1 (1962)                                                                    | 1 (1960)                                                        |
| Шотландія                           | 1 (1982)                                                                    | 1 (2006)                                                        |
| Україна                             | 1 (2009)                                                                    | 1 (2000)                                                        |
| Ірландія                            | 1 (1998)                                                                    | –                                                               |
| Чехія                               | –                                                                           | 2 (2001, 2011)                                                  |
| Греція                              | –                                                                           | 2 (2007, 2012)                                                  |
| Фінляндія                           | –                                                                           | 1 (1975)                                                        |
| Північна Ірландія                   | –                                                                           | 1 (1963)                                                        |
| Росія                               | –                                                                           | 1 (2015)                                                        |
| Ізраїль                             | –                                                                           | 1 (2022)                                                        |

Примітка: 1966 титул отримали дві збірні Італії та СРСР.
- 1 Враховані також результати збірної Югославії.